# Margarita Lozano
Margarita de las Flores Lozano Jiménez (Tetuán, Protectorado español de Marruecos, 14 de febrero de 1931-Puntas de Calnegre, Lorca, Murcia, 7 de febrero de 2022) fue una actriz española.

## Biografía
Hija de militar destinado en Tetuán, su infancia transcurre en Lorca (Murcia), donde tiene vínculos familiares y adonde vuelve en su madurez para establecer su residencia en Puntas de Calnegre.

### Teatro y cine
A los 19 años se traslada a Madrid e inicia estudios de moda y diseño que pronto abandona para desarrollar su vocación teatral. No tarda en convertirse en actriz predilecta de Miguel Narros, que la dirige en algunos de los montajes más importantes y arriesgados de la época como Fedra, de Miguel de Unamuno (1957); Las tres hermanas, de Antón Chéjov (1960); La señorita Julia, de August Strindberg (1961) y La camisa, de Lauro Olmo (1962).  También trabajan juntos en El caballero de Olmedo, de Lope de Vega y La dama duende, de Calderón de la Barca.
Para el cine interpreta papeles secundarios en Alta costura (Luis Marquina, 1954), El lazarillo de Tormes (César Fernández Ardavín, 1959), Un ángel tuvo la culpa (Luis Lucia, 1960) -por la que obtiene el premio del Sindicato Nacional del Espectáculo a la mejor actriz- y, sobre todo, Viridiana (Luis Buñuel, 1961), en la que interpreta a la fiel criada Ramona que acaba jugando una partida de cartas con Francisco Rabal y Silvia Pinal.  
Reduce su actividad profesional en España a partir de 1963, después de rodar Los Tarantos, dirigida por Francisco Rovira Beleta y protagonizada por Carmen Amaya, y Los farsantes, ópera prima de Mario Camus sobre la vida de unos cómicos ambulantes en la que su personaje dignifica un humillante striptease.

### Carrera en Italia, retiro y regreso
El productor Carlo Ponti la conduce al cine italiano y allí emprende una segunda carrera que interrumpe voluntariamente por su matrimonio y posterior vida familiar en varios países africanos. De esta primera etapa italiana destacan Por un puñado de dólares (Sergio Leone, 1964), Diario de una esquizofrénica (Nelo Risi, 1968) y Pocilga (Pier Paolo Pasolini, 1969).  
En la década de 1980 regresa al cine de la mano de los hermanos Taviani, que la dirigen en La noche de San Lorenzo (1982), Kaos (1984), Good morning, Babilonia (1987) y El sol también sale de noche (1990). 
En 1985 intervino en la película La messa è finita, dirigida por Nanni Moretti.
En 1986 Manuel Gutiérrez Aragón la recupera para el cine español con La mitad del cielo, donde encarna a una abuela vigorosa y entrañable que parece tener poderes mágicos y por la que logra el Premio ACE (Nueva York) a la mejor actriz de reparto. En 1987 graba para televisión Lorca, muerte de un poeta, de Juan Antonio Bardem.
Su vuelta puntual al teatro se produce junto a Miguel Narros en las obras Largo viaje hacia la noche, de Eugene O'Neill (1988) y La vida que te di, de Luigi Pirandello (1998).
Amplía sus estancias en España sin abandonar el cine italiano. En 2002 interviene en las películas Octavia, de Basilio Martín Patino y Nos miran, junto a Icíar Bollaín y Carmelo Gómez. Y entre 2005 y 2007 se despide con éxito de los escenarios encarnando a la tiránica protagonista de La casa de Bernarda Alba, de Federico García Lorca, en un montaje dirigido por Amelia Ochandiano.

## Filmografía selecta
| - 2006 - N. Napoleón y yo, de Paolo Virzì. - 2004 - Luisa Sanfelice (TV), de Paolo y Vittorio Taviani. - 2002 - Octavia, de Basilio Martín Patino. - 2002 - Nos miran, de Norberto López Amado. - 2000 - Les ritaliens (TV), de Philomène Esposito. - 1994 - Con los ojos cerrados (Con gli occhi chiusi), de Francesca Archibugi. - 1991 - Mima, de Philomène Esposito. - 1990 - El sol también sale de noche, de Paolo y Vittorio Taviani. - 1987 - Lorca, muerte de un poeta (TV), de Juan Antonio Bardem. - 1987 - Good morning, Babilonia, de Paolo y Vittorio Taviani. - 1986 - La venganza de Manon, de Claude Berri. - 1986 - El caso Moro, de Giuseppe Ferrara. - 1986 - La mitad del cielo, de Manuel Gutiérrez Aragón. - 1986 - El manantial de las colinas, de Claude Berri. - 1985 - La misa ha terminado, de Nanni Moretti. - 1984 - Kaos, de Paolo y Vittorio Taviani. - 1982 - La Notte di San Lorenzo, de Paolo y Vittorio Taviani. - 1971 - La vacanza, de Tinto Brass. | - 1970 - Baltagul, de Mircea Muresan. - 1969 - Pocilga, de Pier Paolo Pasolini. - 1969 - Un bellissimo novembre, de Mauro Bolognini. - 1968 - Diario de una esquizofrénica, de Nelo Risi. - 1965 - Amador, de Francisco Regueiro - 1964 - Crimen, de Miguel Lluch. - 1964 - Por un puñado de dólares, de Sergio Leone. - 1963 - Los Tarantos, de Francisco Rovira Beleta. - 1963 - Los felices sesenta, de Jaime Camino. - 1963 - El sol en el espejo, de Antonio Fernández-Román. - 1963 - Los farsantes, de Mario Camus. - 1961 - Viridiana, de Luis Buñuel. - 1961 - Teresa de Jesús, de Juan de Orduña. - 1960 - Un ángel tuvo la culpa, de Luis Lucia. - 1959 - El Lazarillo de Tormes, de César Fernández Ardavín. - 1954 - Alta costura, de Luis Marquina. - 1954 - Manicomio, de Luis María Delgado y Fernando Fernán Gómez. |

## Premios
- Premio del Sindicato Nacional del Espectáculo a la mejor actriz por Un ángel tuvo la culpa (1960).
- Premio ACE (Nueva York) a la mejor actriz de reparto por La mitad del cielo (1986).
- Doctora Honoris Causa de la Universidad de Murcia (2014).
- Medalla de Oro al Mérito en las Bellas Artes 2018, concedida por el Gobierno de España.[10]